# L'Ampleur des dégâts
Albums de Éric Lareine
Plaisir d'offrir, joie de recevoir
(1992) J'exagère
(1996)
L'Ampleur des dégâts est le deuxième album d'Éric Lareine, paru en 1994. Il mêle des morceaux enregistrés en studio et la captation d'un spectacle en public au Théâtre de La Digue de Toulouse.

## Titres
Tous les textes sont d'Éric Lareine, sauf indications contraires.
| No  | Titre                          | Auteur                    | Compositeurs                                   | Durée |
| --- | ------------------------------ | ------------------------- | ---------------------------------------------- | ----- |
| 1.  | Le Chialeur                    |                           | Mingo Josserand                                | 5:49  |
| 2.  | À 15 ans, à 20 ans             | René Daumal, Éric Lareine | Jean Luc Amestoy                               | 1:17  |
| 3.  | Pam                            |                           | Mingo Josserand                                | 4:02  |
| 4.  | Gloria                         |                           | Mingo Josserand                                | 2:35  |
| 5.  | Flux tendu, pas désespéré      |                           | Éric Lareine, Mingo Josserand                  | 4:18  |
| 6.  | Faire et défaire               |                           | Éric Lareine, Jean Luc Amestoy, Franck Grimaud | 1:55  |
| 7.  | À 30 ans                       | René Daumal               |                                                | 0:23  |
| 8.  | La Croisade du 1er mai         |                           | Mingo Josserand                                | 3:52  |
| 9.  | L'Enfant bleu                  |                           | Mingo Josserand                                | 4:10  |
| 10. | Fêtes de fin d'année           |                           | Mingo Josserand                                | 2:45  |
| 11. | À 40 ans                       | René Daumal, Éric Lareine | Jean Luc Amestoy                               | 0:46  |
| 12. | Le Yang Tsé                    |                           | Éric Lareine, Mingo Josserand, Mino Malan      | 3:56  |
| 13. | À 60 ans, la chanson des jours | René Daumal               | Jean Luc Amestoy                               | 1:34  |
| 14. | Mots cachés                    |                           | Éric Lareine, Mino Malan                       | 6:08  |
| 15. | Défense passive                |                           | Éric Lareine, Mingo Josserand                  | 3:41  |
| 16. | La Sentinelle                  |                           | Mingo Josserand                                | 3:57  |
| 17. | À 80 ans                       | René Daumal, Éric Lareine | Jean Luc Amestoy                               | 1:54  |
| 18. | La Danseuse                    |                           | Franck Grimaud, Mingo Josserand                | 10:26 |
| 19. | À 100 ans                      | René Daumal               |                                                | 0:40  |
| 20. | Mario                          |                           | Mingo Josserand                                | 8:22  |

## Musiciens
- Éric Lareine : chant, harmonica
- Jean-Luc Amestoy : piano
- Franck Grimaud : violon, banjo, guitare
- Mino Malan : batterie, percussions
- Dominique Regeff : vielle à roue, violoncelle
- Vincent Filatro : violon alto
- Nathalie Ouradou : violoncelle

## Production
- Arrangements et réalisation : Mingo Josserand
- Prise de son : Nicolas Jobet et Rémy Tarbagayre
- Mixage : Nicolas Jobet (studio Z.I. Nord, Montauban)
- Production : Philippe Larguier
- Crédits visuels : Guy de Guglielmo (illustrations & graphisme) et François Le Moël (graphisme)